# Hilma af Klint
Hilma af Klint (Solna, 26 oktober 1862 - Djursholm, 21 oktober 1944) was een Zweedse schilderes.

## Leven en werk

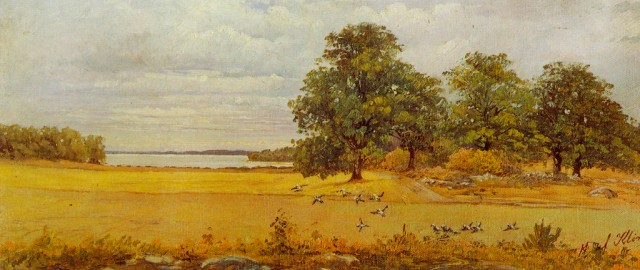
Eftersommar (Nazomer)
(1903), in naturalistische stijl

Hilma was het vierde kind van scheepskapitein Victor af Klint en Mathilda Sonntag. Vanaf haar vroegste jeugd bracht ze de zomers door op het Zweedse eiland Adelsö in het Mälarmeer. De natuur daar werd een blijvende inspiratiebron voor haar kunst. Met haar vader deelde ze een grote interesse in wiskunde, wat merkbaar is in haar abstracte werk. Na de dood van haar zusje in 1880 kreeg ze belangstelling voor spiritualiteit, ook dit werd gereflecteerd in haar kunst. Tijdens haar studie aan de Academie in Stockholm leerde ze gelijkgezinde en spirituele vrouwen kennen met wie ze de groep "De fem" (De vijf) ging vormen. Het werk dat daaruit voortkwam werd een bijna geheime particuliere aangelegenheid. Ondertussen verdiende ze de kost met portretten en landschapsschilderkunst. Haar grote oeuvre, dat sterk esoterisch geïnspireerd was, werd na 1914 niet meer tentoongesteld.

## Theosofie
Vanaf 1889 bezocht ze de Zweedse theosofische loge en op 23 mei 1904 werd ze lid van de Stockholm Loge van de Theosofische Vereniging. Ze kreeg de opdracht een reeks schilderijen te maken onder het motto Schilderijen voor de tempel. Hoewel ze zelf niet goed wist wat hiermee bedoeld werd, bracht ze dit project tot een bevredigend einde.

## Postuum
In haar testament legde Hilma vast dat haar werk tot twintig jaar na haar dood niet mocht worden getoond. Pas in de jaren tachtig kreeg haar oeuvre internationale bekendheid. Ze geldt nu als een van de pioniers van de abstracte schilderkunst en een van de grote schilderessen van het begin van de 20ste eeuw.
In Nederland werd haar werk in 1987 voor het eerst getoond in het Gemeentemuseum Den Haag in het kader van de tentoonstelling The spiritual in art. De eerste solotentoonstelling in Nederland vond plaats in het Museum voor Moderne Kunst Arnhem in 2010.
Een grote overzichtstentoonstelling kwam er in 2013 in het Moderna Museet in Stockholm, die maar liefst 185.000 bezoekers trok. Aansluitend trok deze expositie naar Berlijn, Malaga en Kopenhagen. Verder waren sommige van haar werken te zien op de Biënnale van Venetië in hetzelfde jaar 2013.
In het najaar van 2018 presenteerde het Guggenheim Museum de eerste grote solotentoonstelling in de Verenigde Staten van haar werk onder de titel Paintings for the Future.
Haar nagelaten werk, ruim 1300 schilderijen en tekeningen (deels in grote formaten) en ca. 150 notitieboeken, is in het bezit van de stichting Hilma af Klints Verk.

## Enkele werken

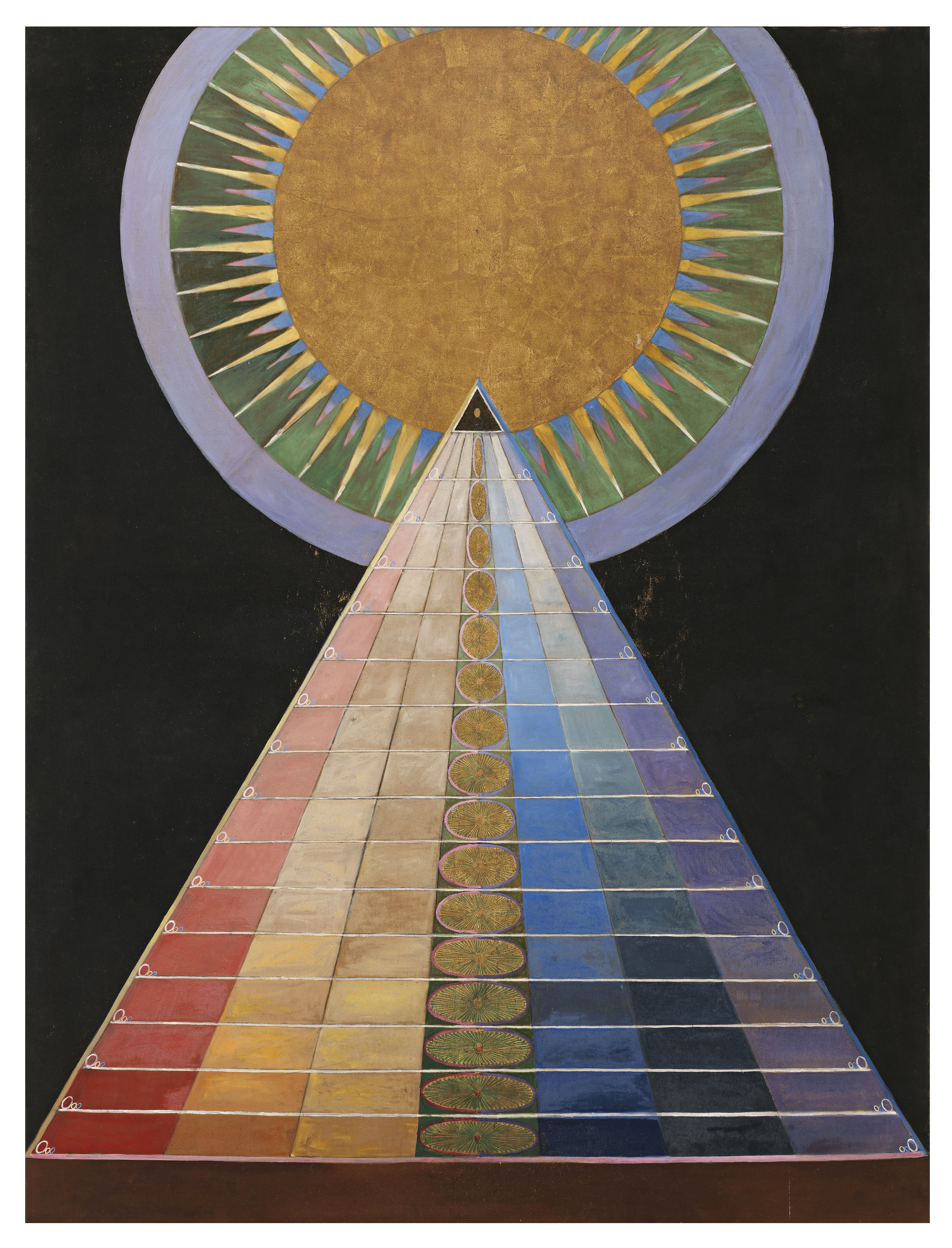
Altaarstuk nr. 1 (1907), Moderna Museet
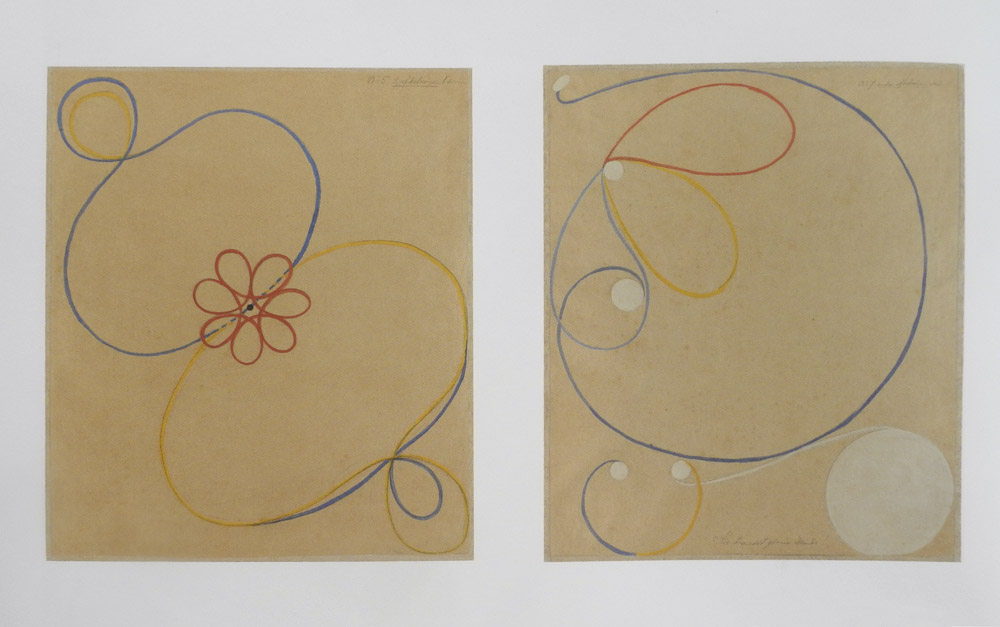
De zevenpuntige ster, nr 5 & 7 (1908)
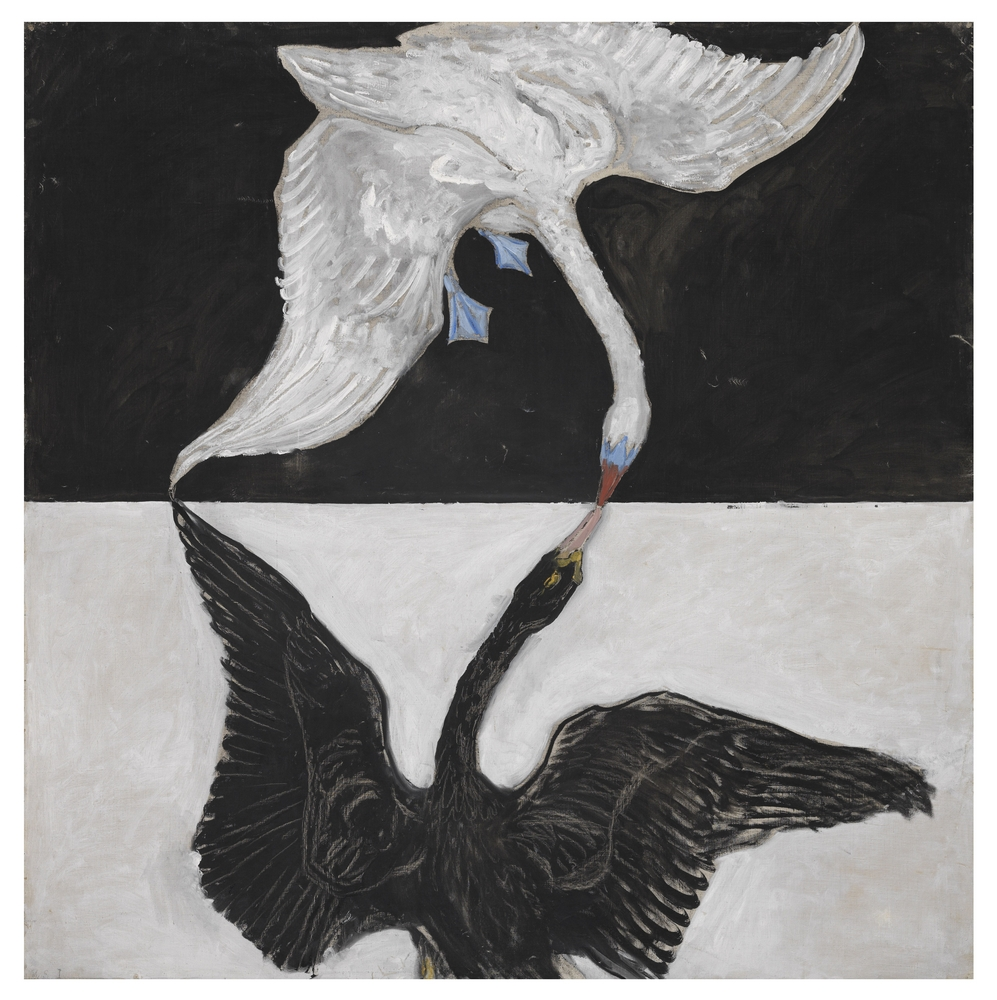
Svanen nr. 1 (De zwaan) (1915), Moderna Museet
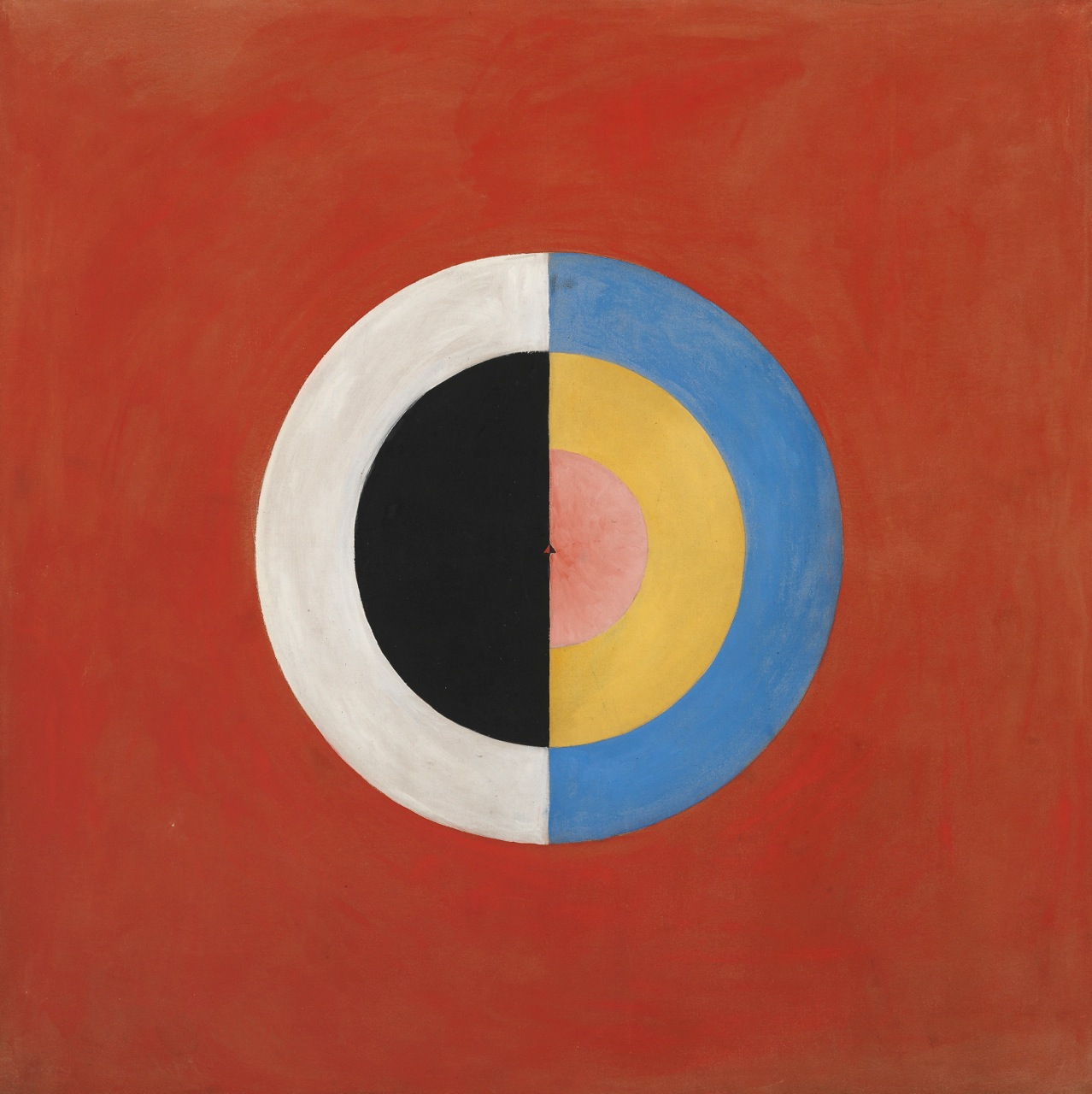
Svanen nr. 17 (De zwaan) (1915), Moderna Museet

## Tentoonstellingen (keuze)
Groepstentoonstellingen tijdens haar leven
- Konst- och industriutställning, Norrköping, 1906
- Konst- och industriutställning, Lund, 1907
- Svenska konstnärinnor, Konstakademien, Stockholm, 1911
- Baltiska utställningen, Malmö, 1914
- Konstföreningen för södra Sverige och Konstnärernas förening, 1914

Solotentoonstellingen postuum
- Hilma af Klints hemliga bilder, Nordiskt Konstcentrum, Helsinki, Finland; PS 1, New York; Listasafn Reykjavíkur, Reykjavik, Island;  Galleri F 15, Moss, Noorwegen
- Ockult målarinna och abstrakt pionjär, Moderna Museet, Stockholm; Göteborgs Konsthall, Göteborg; Fyns Konstmuseum, 1989–1991
- De geheime schilderijen van Hilma af Klint. Museum voor Moderne Kunst, Arnhem. Maart tot mei 2010
- Beyond Colour. innerhalb See! Colour! - Vier solotentoonstellingen in het Kulturforum Järna, Zweden met James Turrell, Rudolf Steiner Mei tot oktober 2011
- Hilma af Klint – Abstrakt pionjär. Moderna Museet, Stockholm, 16 februari tot 26 mei 2013[3]; Hamburger Bahnhof[4][5]; Museo Picasso, Málaga, Spanien; Louisiana Museum of Modern Art, Humlebæk, Denemarken, 7 maart tot 6 juli 2014
- Hilma af Klint: Paintings for the future. Guggenheim, New York, 12 oktober 2018 tot 23 april 2019.

Groepstentoonstellingen postuum
- The Spiritual in Art, Abstract Painting 1890–1985, Los Angeles County Museum of Art, Museum of Contemporary Art, Chicago, Gemeentemuseum Den Haag 1986-1987
- Okkultismus und Avantgarde -von Munch bis Mondrian, 1900–1915, Schirn Kunsthalle, Frankfurt am Main, 1995
- Rudolf Steiner; die Alchemie des Alltags, Kunstmuseum Wolfsburg; Kunstmuseum Stuttgart; Dox Centre Prag, Vitra Design Museum Weil am Rhein, 2011–2013
- L´Europe des Esprits, Zentrum Paul Klee, Bern, 2012
- Swedish Ecstasy, Bozar, Brussel, 17 februari tot 21 mei 2023[6]
- Hilma af Klint en Piet Mondriaan: Levensvormen, Kunstmuseum Den Haag, 7 oktober 2023 tot en met 25 februari 2024[7]

## Film
- (sv) (en) Film Hilma af Klint (Zweeds, Engelse ondertiteling), 22 min.
- (de) Film n.a.v. tentoonstelling in Hamburger Bahnhof, Berlijn, 2,57 min.
- (en)  Hilma (Engels, speelfilm uit 2022), 114 min.

- Bibsys: 90518313
- Biblioteca Nacional de España: XX5331465
- Bibliothèque nationale de France: cb12269432x (data)
- Catàleg d'autoritats de noms i títols de Catalunya: 981058509108906706
- CiNii: DA19751541
- Gemeinsame Normdatei: 119072327
- International Standard Name Identifier: 0000 0001 2320 0433
- KulturNav: a68acfd2-a985-4673-b35d-10d6ab6dd725
- Library of Congress Control Number: n91111400
- Nationale Bibliotheek van Letland: 000306551
- Nationale Bibliotheek van Tsjechië: jo2014804172
- Nationale Bibliotheek van Israël: 987007457727705171
- Nederlandse Thesaurus van Auteursnamen: 301749167
- Réseau des bibliothèques de Suisse occidentale: 02-A003460080
- RKD-Nederlands Instituut voor Kunstgeschiedenis: 253481
- LIBRIS: 240103
- SNAC: w6105001
- Système universitaire de documentation: 031488854
- Union List of Artist Names: 500125096
- Virtual International Authority File: 22943228
- WorldCat: E39PBJp67dYTXFR4YWkBtHjgrq